# Classification internationale du Fonctionnement, du handicap et de la santé
Pour les articles homonymes, voir CIF.
La Classification internationale du Fonctionnement, du handicap et de la santé (ou CIF) a été proposée par l'OMS en 2001 et adoptée par 200 pays.

## Contexte historique
Elle se substitue ainsi à la Classification Internationale des Handicaps (CIH) datant de 1980 dont elle est la révision. La révision de la CIH a duré dix ans. Elle affine sa particularité qui consiste à aborder l’invalidation comme une interaction entre les potentialités d’un individu et son environnement en précisant le rôle des facteurs environnementaux.
La révision s’inscrit dans un contexte d’évolution profonde des représentations du handicap. Depuis les années 1980 et 1990, les approches du handicap centrées sur
les seules caractéristiques médicales ou individuelles font l’objet de nombreuses critiques.

## Objectifs
L'objectif était de produire un instrument de description capable de définir le handicap à la fois comme un phénomène individuel et un phénomène qui prennent en compte l'environnement (architectural, culturel, institutionnel, structurel) ou la société. 
Les précédents trois axes d'identification du handicap (les déficiences, les incapacités, les désavantages), sont remplacés par les quatre catégories suivantes :
- Fonction organique (fonction mentale, sensorielle, digestives etc.), c'est-à-dire le domaine de fonctionnement corporel.
- Structure anatomique (structure du système nerveux, structure liée au mouvement...) qui situe l'organisation physique en jeu.
- Activité et participation (activité de communication, de mobilité...) qui identifie les fonctionnements concernés.
- Facteurs environnementaux (produit et système technique, soutien et relation...) qui relie aux facteurs extérieurs potentiellement handicapants.